# برج تليفون ستوكهولم القديم
برج تليفون ستوكهولم القديم (بالسويدية: Telefontornet) هو برج بُني على شكل هيكل معدني لربط حوالي 5000 خط من خطوط الهاتف في العاصمة السويدية ستوكهولم، شيد البرج في عام 1887، تم تدمير البرج جراء حريق اندلع فيه في عام 1953.

## التاريخ
في عام 1887 أمرت شركة ستوكهولم المانا للهواتف ببناء برج يسمح بربط حوالي 5500 خط من خطوط الهاتف، هذا الهيكل المعدني بني على شكل برج رباعي الزوايا، بني البرج في عام 1887، ويبلغ طوله 80 مترًا، وكان الحكم على البرج سريعًا من قبل السكان بقبحه، ثم طلبت الشركة المالكة من المهندس فريتز إيكرت القيام بأعمال تجميلية، وكان الشخص الذي صمم أبراج الزاوية الأربعة.
ولكن البرج سرعان ما عفا عليها الزمن، لأنه في ذلك الوقت بدأت شركات الهاتف في دفن الكابلات الهاتفية، تم إنجاز مشروع دفن الكابلات في سنة 1913، وأصبح البرج غير مجدي، ومن عام 1939 كان البرج يستخدم كلوحة إعلانية لشركة الهاتف، وفي 23 يوليو 1952 أصاب حريق كبير هيكل البرج الذي دمره في عام 1953.

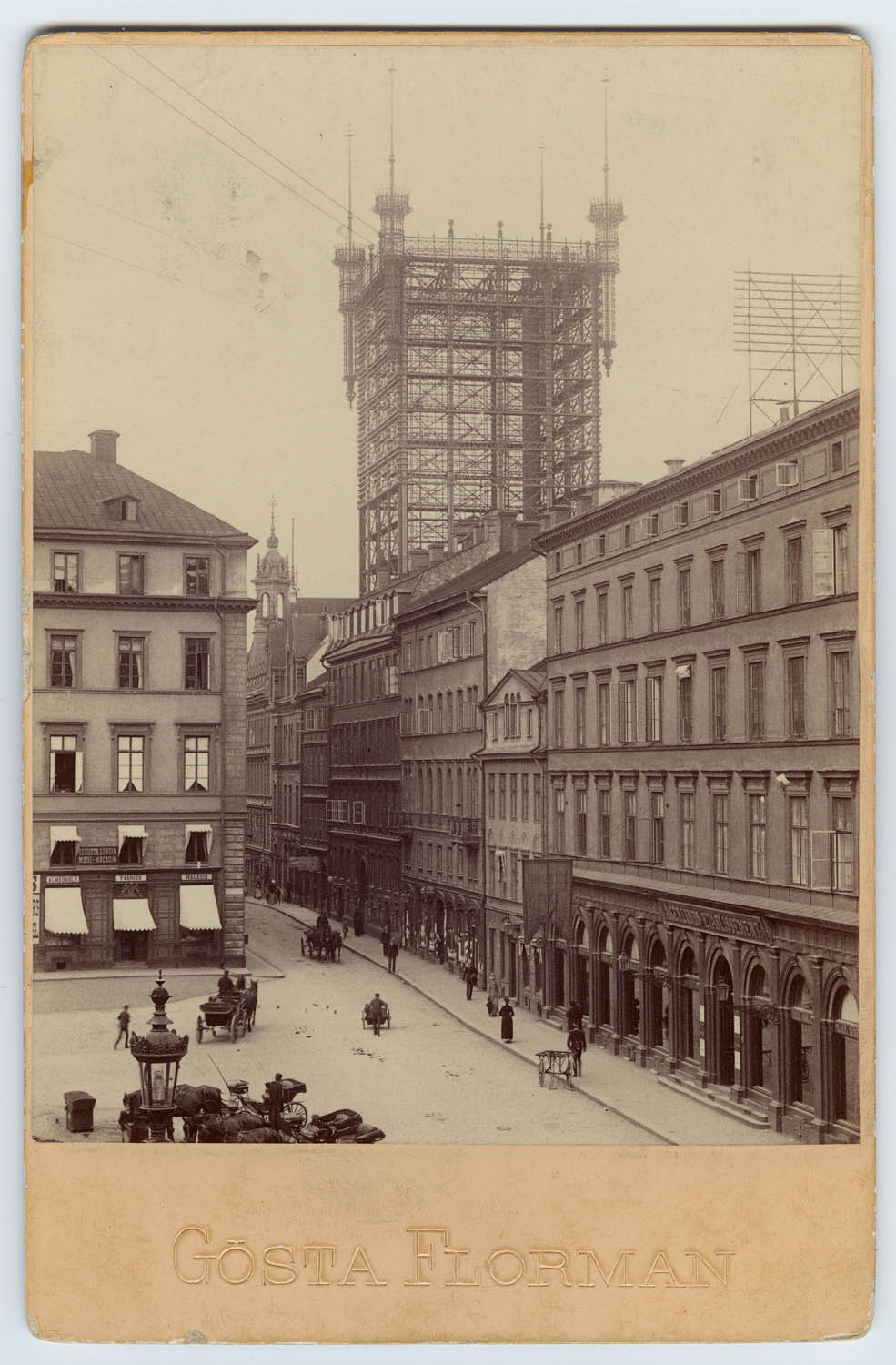
البرج عام 1891